# Abisara kausambi
Abisara kausambi är en fjärilsart som beskrevs av Felder 1860. Abisara kausambi ingår i släktet Abisara och familjen Riodinidae. Inga underarter finns listade i Catalogue of Life.

## Bildgalleri

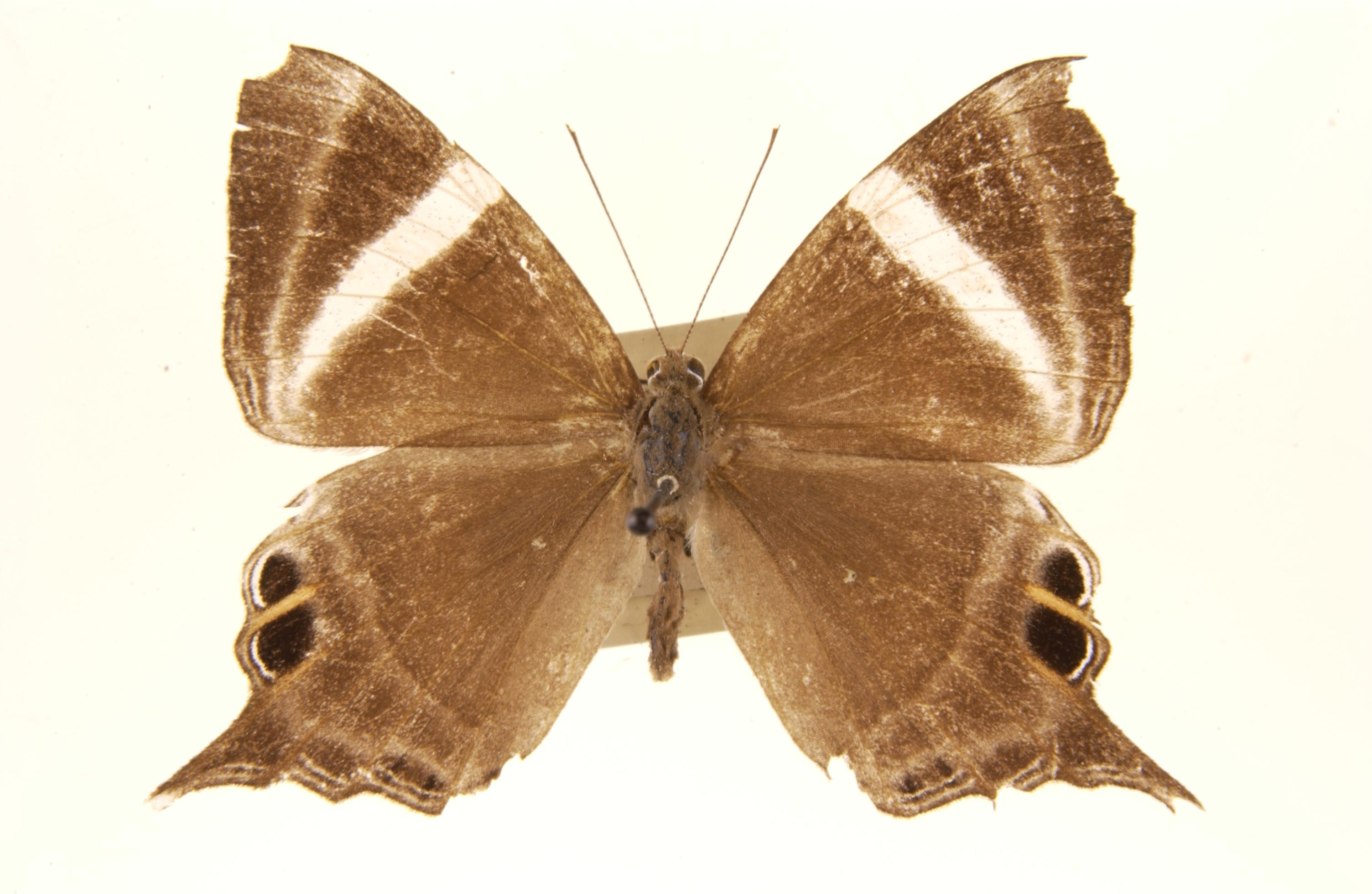